# Saint David’s (Grenada)
Saint David’s – miasto w Grenadzie; w południowo-wschodniej części wyspy Grenada. 1343 mieszkańców (2013). Miasto jest stolicą parafii Saint David.